# Helene von Damm

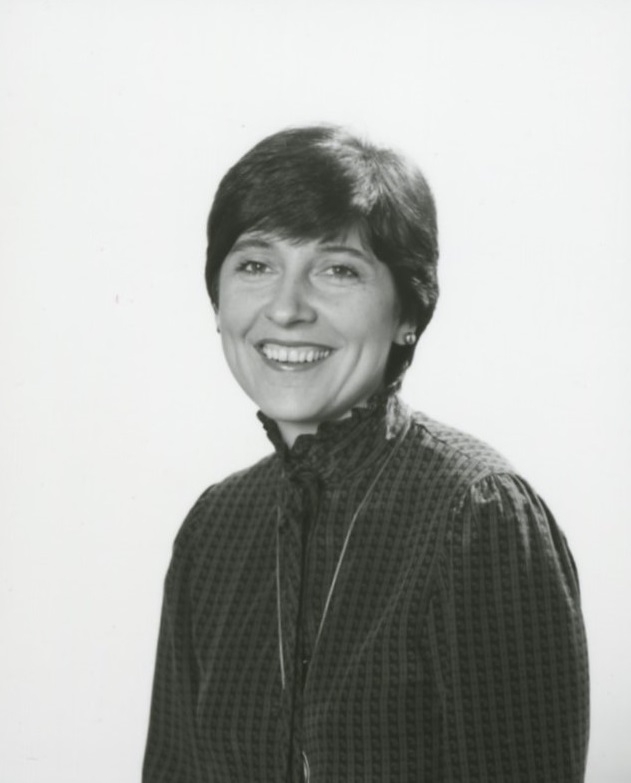
Helene von Damm als Assistentin des Präsidenten Ronald Reagan (1982)

Helene von Damm (geboren als Helene Antonia Winter; * 4. Mai 1938 in Linz, Oberösterreich) ist eine ehemalige US-amerikanische Politikerin (Republikanische Partei) österreichischer Herkunft und war von 1980 bis 1983 Assistentin des damaligen Präsidenten Ronald Reagan und von 1983 bis 1986 Botschafterin der Vereinigten Staaten in Österreich.

## Kindheit, Auswanderung und Familie
Helene Antonia Winter wuchs im niederösterreichischen Ulmerfeld im Mostviertel auf, heute ein Stadtteil von Amstetten.
Sie heiratete in Deutschland 1958 Charles McDonald, einen Angehörigen der U.S. Army im Rang eines Corporal aus Detroit, und wanderte im Folgejahr 1959 in die Vereinigten Staaten aus. Diese Ehe wurde 1964 in Detroit geschieden. Im Jahr 1971 folgte ihre zweite Ehe mit Christian von Damm, einem deutschen Banker bei der Bank of America; sie führte nach der Scheidung weiterhin und bis heute den Nachnamen des geschiedenen Ehemannes.
Die dritte Ehe ging sie mit Byron Leeds (Heirat: 1981; Scheidung im November 1984) ein.
Wenige Monate später erfolgte die vierte Hochzeit mit Peter Gürtler, dem Eigentümer des Sacher-Hotels (Heirat im Februar 1985, Scheidung um 1986). Gürtler starb durch Suizid mit einem Jagdgewehr im Oktober 1990.
Bis zu seinem Tod im Mai 2016 lebte sie ab 2000 mit dem Schauspieler Jürgen Wilke zusammen.

## Rechtsstreit um ihren Namen „von Damm“
Im Jänner 2023 wurde Helene von Damm aufgefordert, ihren Namen zu ändern, nämlich das „von“ als Adelsbezeichnung darin zu streichen. Am 16. September 2023 wird in der Kronenzeitung berichtet, dass sie einen österreichischen Pass, ausgestellt auf „von  Damm“ erhalten hat. Gelungen wäre ihr das nur dank Rechtsanwalt Gottfried Schellmann, Nachdruck und Ausdauer. Seit 1919 ist in der Republik Österreich aufgrund des Adelsaufhebungsgesetzes das Führen von Adelstiteln bei Strafe bis 20.000 Kronen verboten,  das Gesetz gilt noch. Von Damm hat ihren Namen von einem Deutschen übernommen und sieht ihn nicht als Adelsbezeichnung.

## Politik
Helene von Damm war sowohl während des Wahlkampfes um den Gouverneursposten von Kalifornien 1966 als auch zwei Amtszeiten lang persönliche Sekretärin von Ronald Reagan sowie in der Folge Assistentin und Finanzmanagerin während seines präsidialen Wahlkampfes im Jahr 1980. Als Reagan zum Präsidenten der Vereinigten Staaten gewählt wurde, bekam von Damm 1981 die Verantwortung für das Personalressort des Präsidenten übertragen und führte diese Tätigkeit auch bis zu ihrem Einsatz als US-Botschafterin in Österreich 1983 aus.
Innerhalb von zwei Jahren wurde die dritte Scheidung und daraufhin die vierte Heirat mit Peter Gürtler vollzogen. Aufgrund der Diskrepanz zwischen ihrem beruflichen und privaten Leben teilte von Damm Präsident Reagan in einem persönlichen Schreiben im Juni 1985 mit, dass ihr Rücktritt unabwendbar sei. Die Stelle in der US-amerikanischen Botschaft in Wien war bereits im Dezember wieder mit Ronald Lauder neu besetzt.

## Liste von Positionen
- Botschafterin der Vereinigten Staaten in Österreich (1983–85)
- White House Staff Assistant to the President for Presidential Personnel (1982–83)
- White House Staff Director of Presidential Personnel (1981–82)
- United Service Organization World Board of Governors (past)
- Coro Foundation Public Affairs Leadership training
- American Medical Association Secretary, AMA PAC (1965)
- Forbes 2000
- Erhalt der US-Staatsbürgerschaft (1959)

## Publikationen
- Helene von Damm: Wirf die Angst weg, Helene. Paul Neff Verlag, Wien 1987, ISBN 3-7014-0241-8.
- At Reagan’s Side: Twenty Years in the Political Mainstream. Doubleday, New York 1989, ISBN 0-385-24445-2.
- William Drozdiak: Helene von Damm's Viennese Waltz. In: The Washington Post. 5. März 1985, abgerufen am 23. September 2018.
- Christian Ultsch (Interviewer), Helene von Damm: Helene von Damm: „Wer zuviel Angst hat, verpasst das Leben“. In: Die Presse. 4. November 2016, abgerufen am 23. September 2018.
- Luigi Heinrich: Kalter Krieg und Wiener Frieden – ORF-III-Schwerpunkt – Regisseur Robert Dornhelm (″Maria Theresia″) erinnert sich gemeinsam mit der früheren Reagan-Mitarbeiterin Helene von Damm an den Kalten Krieg. In: Kleine Zeitung. 15. September 2018, abgerufen am 23. September 2018: „Gesprächspartner sind die frühere Reagan-Mitarbeiterin und US-Botschafterin Helene von Damm und ihr heutiger Wiener Nachbar, Michail Gorbatschows ehemaliger Übersetzer Sergei Mikheyev.“